# Cantone di Rieumes
Il Cantone di Rieumes era una divisione amministrativa dell'Arrondissement di Muret.
A seguito della riforma approvata con decreto del 13 febbraio 2014, che ha avuto attuazione dopo le elezioni dipartimentali del 2015, è stato soppresso.

## Composizione
Comprendeva 16 comuni:
- Beaufort
- Bérat
- Forgues
- Labastide-Clermont
- Lahage
- Lautignac
- Monès
- Montastruc-Savès
- Montgras
- Le Pin-Murelet
- Plagnole
- Poucharramet
- Rieumes
- Sabonnères
- Sajas
- Savères